# Плоскоклювая андигена
Плоскоклювая андигена (лат. Andigena laminirostris) — вид дятлообразных птиц из семейства тукановых (Ramphastidae), обитающий на западе Южной Америки.

## Описание
Длина тела может достигать 50 см, вес — 280—360 г. Клюв чёрного цвета, основание клюва тёмно-красное. На обеих сторонах надклювья имеются выступающие жёлтые наросты. Оперение нижней части тела тёмного голубовато-серого цвета, на голове есть чёрный гребень, спускающийся на затылок. Оперение крыльев и спины оливково-коричневого цвета.
Самки и самцы внешне схожи друг с другом.
У плоскоклювых андигенов округлые и относительно слабые крылья, что отрицательно сказывается на их лётных качествах.

## Распространение
Обитает во влажных лесах западных склонов Анд, на территории западного Эквадора и юго-западной части Колумбии (Нариньо), на высоте 1200— 3200 метров.
Ареал плоскоклювой андигены постепенно сокращается из-за вырубки лесов и другой хозяйственной деятельности человека.

## Питание
Плоскоклювые андигены питаются ягодами, плодами, насекомыми и мелкими беспозвоночными.

## Размножение
Живут парами или небольшими группами. Гнездятся в дуплах деревьев, где оба родителя высиживают от 2 до 3 яиц.

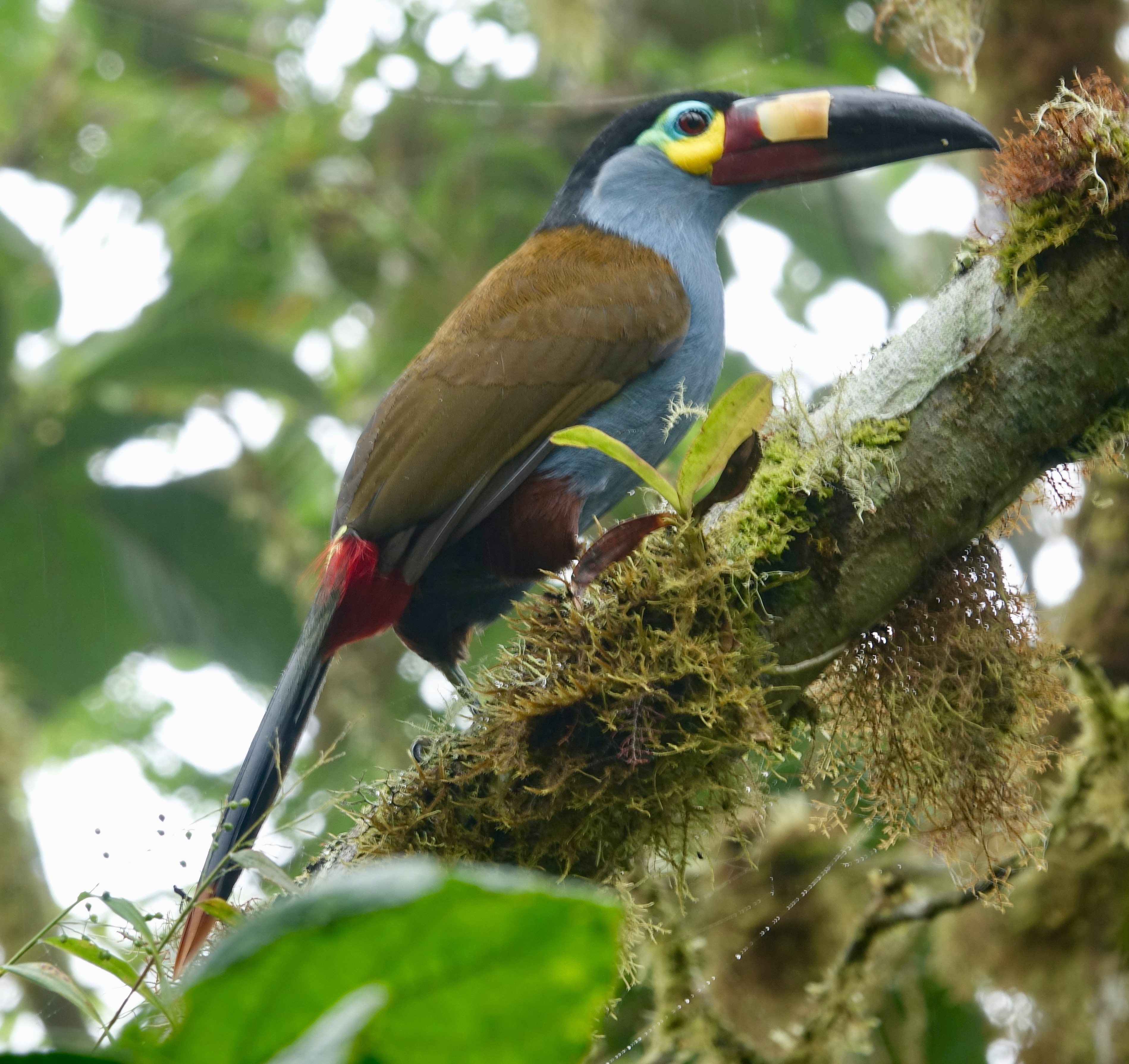
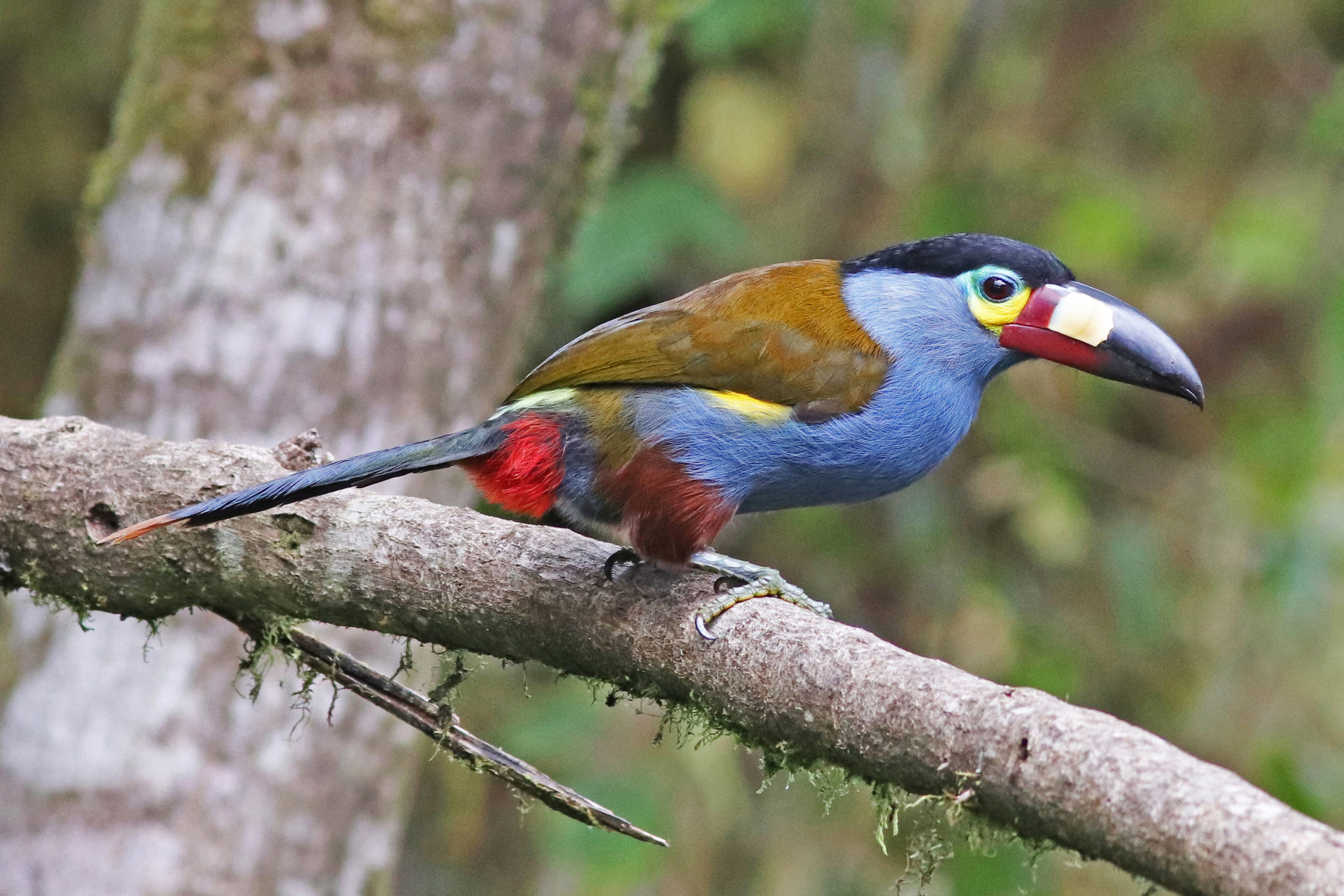
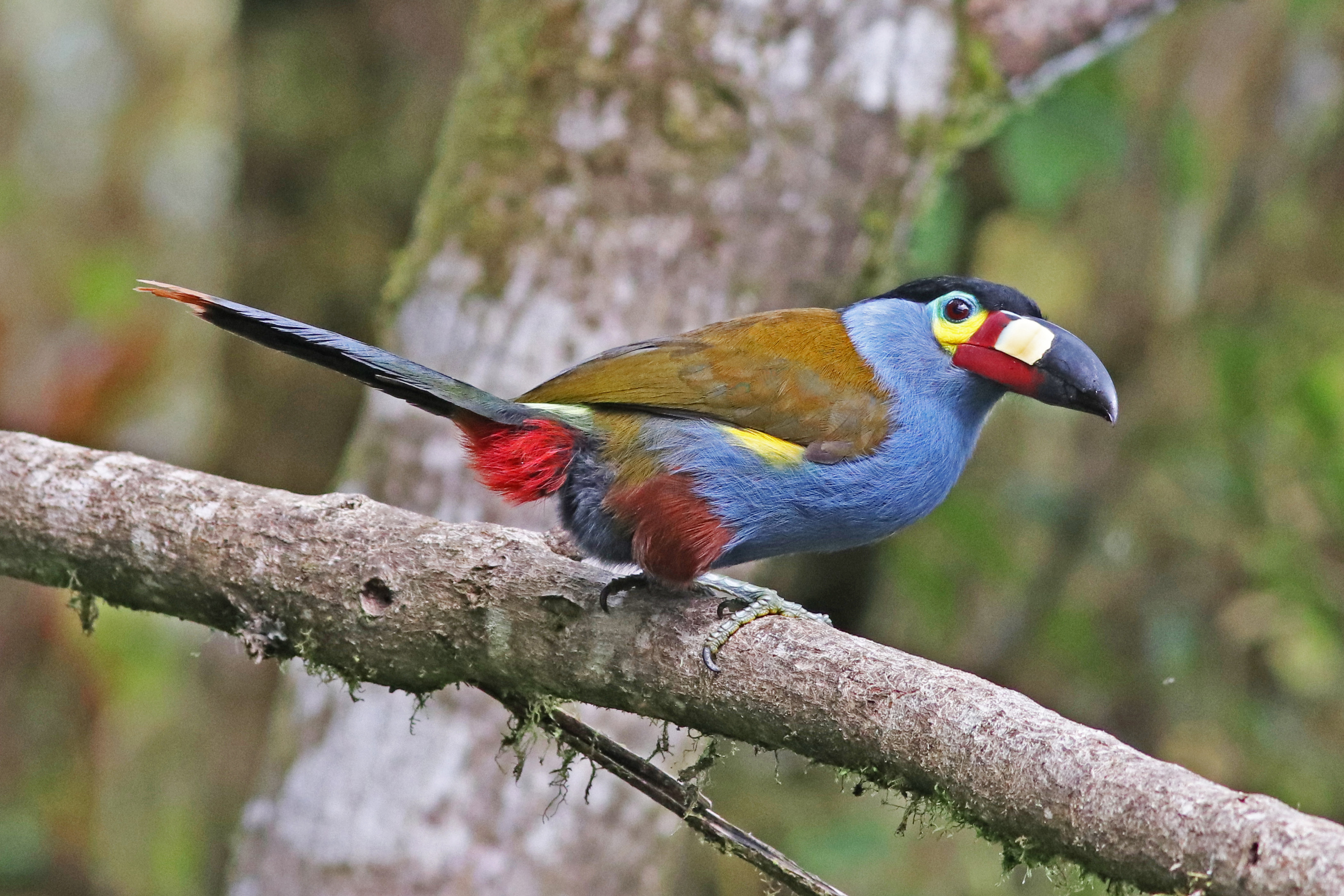
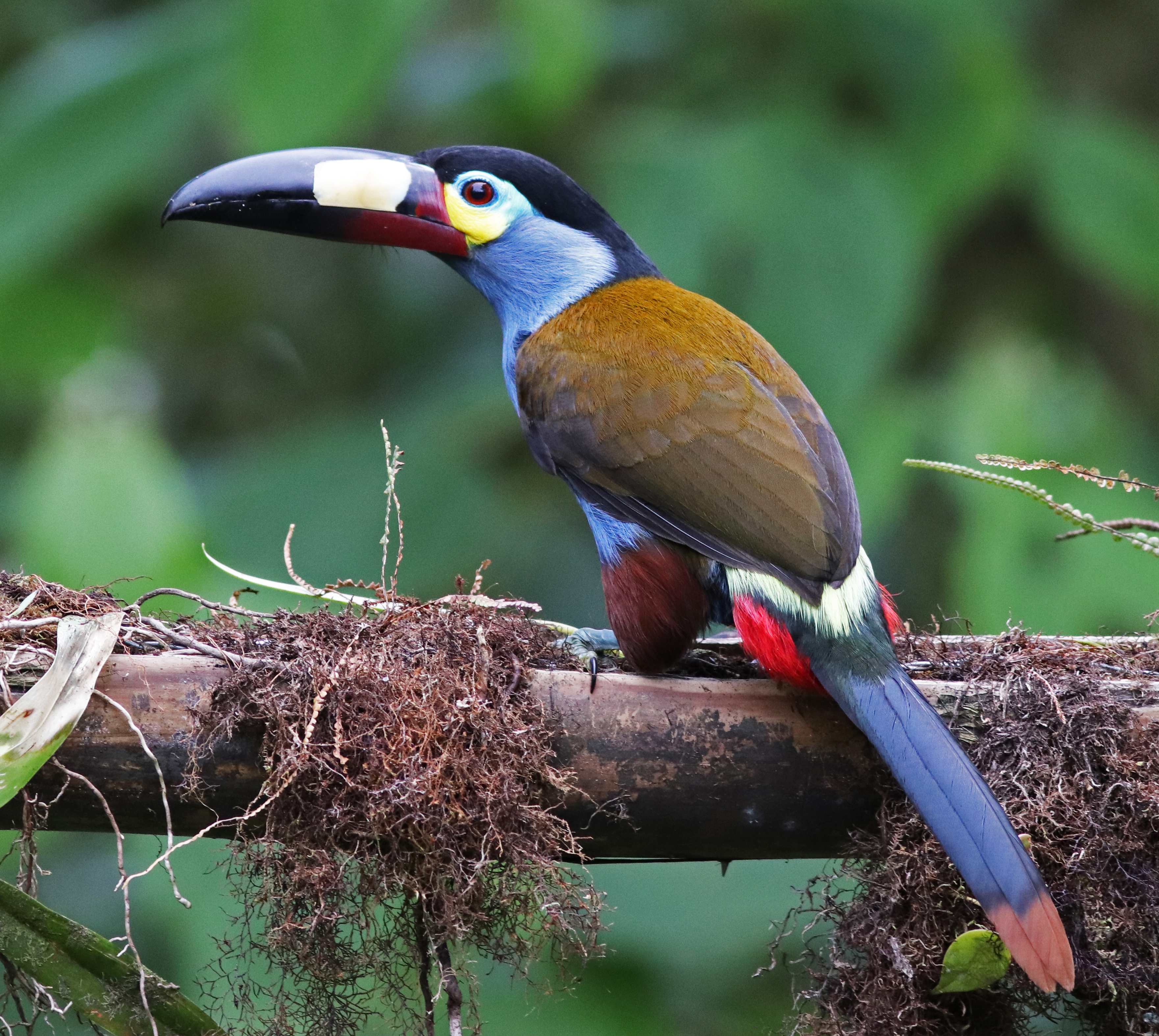
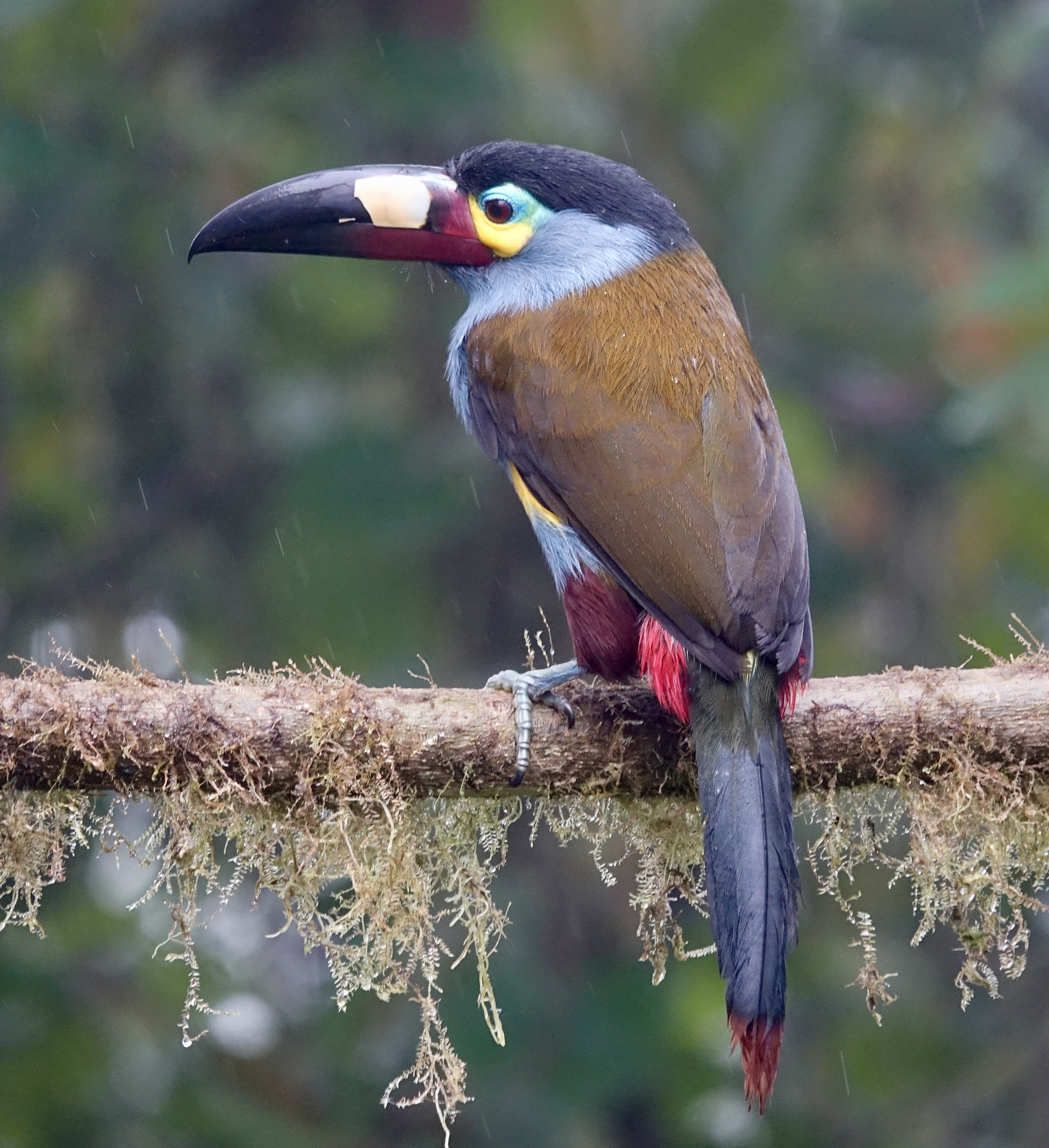
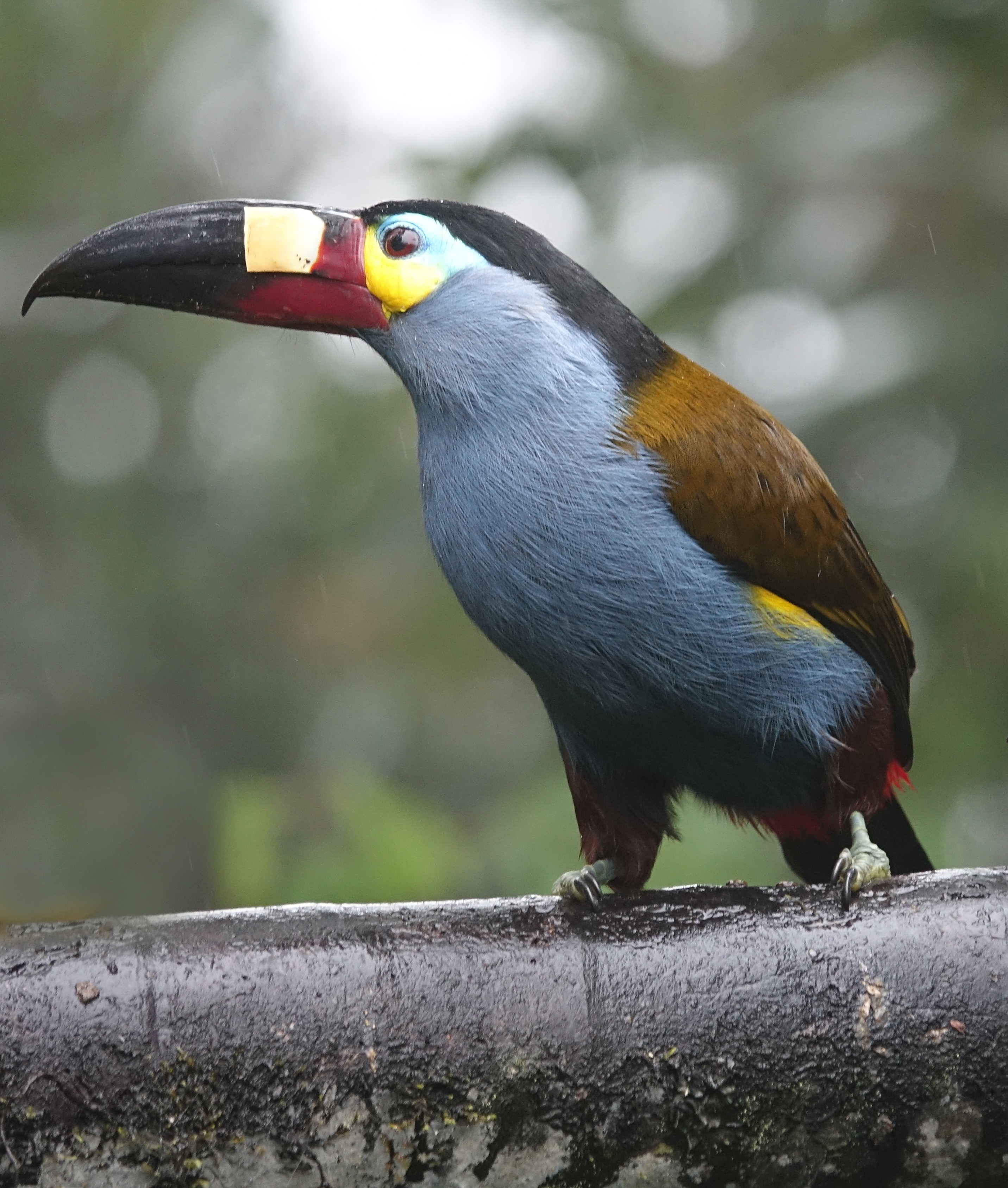
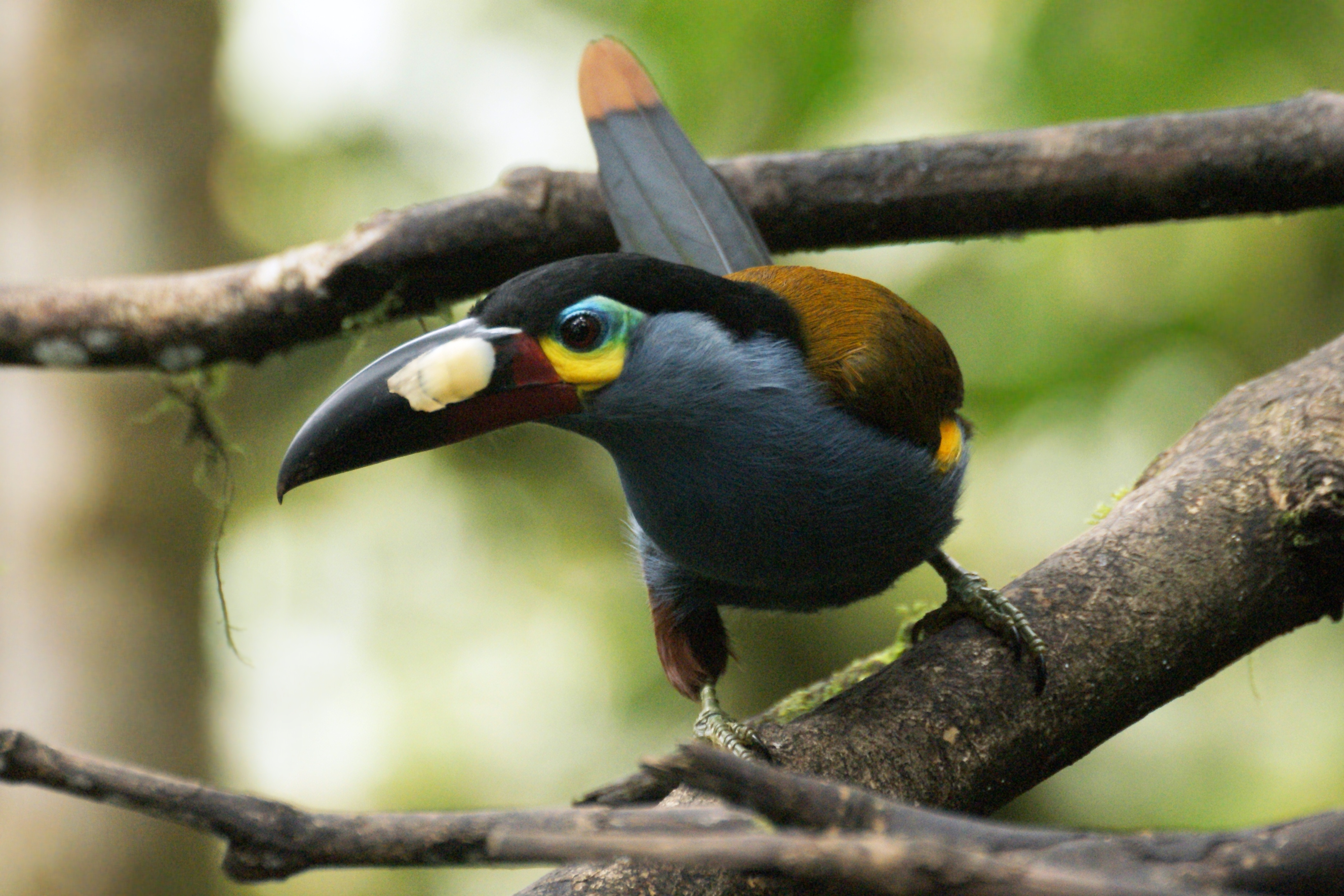
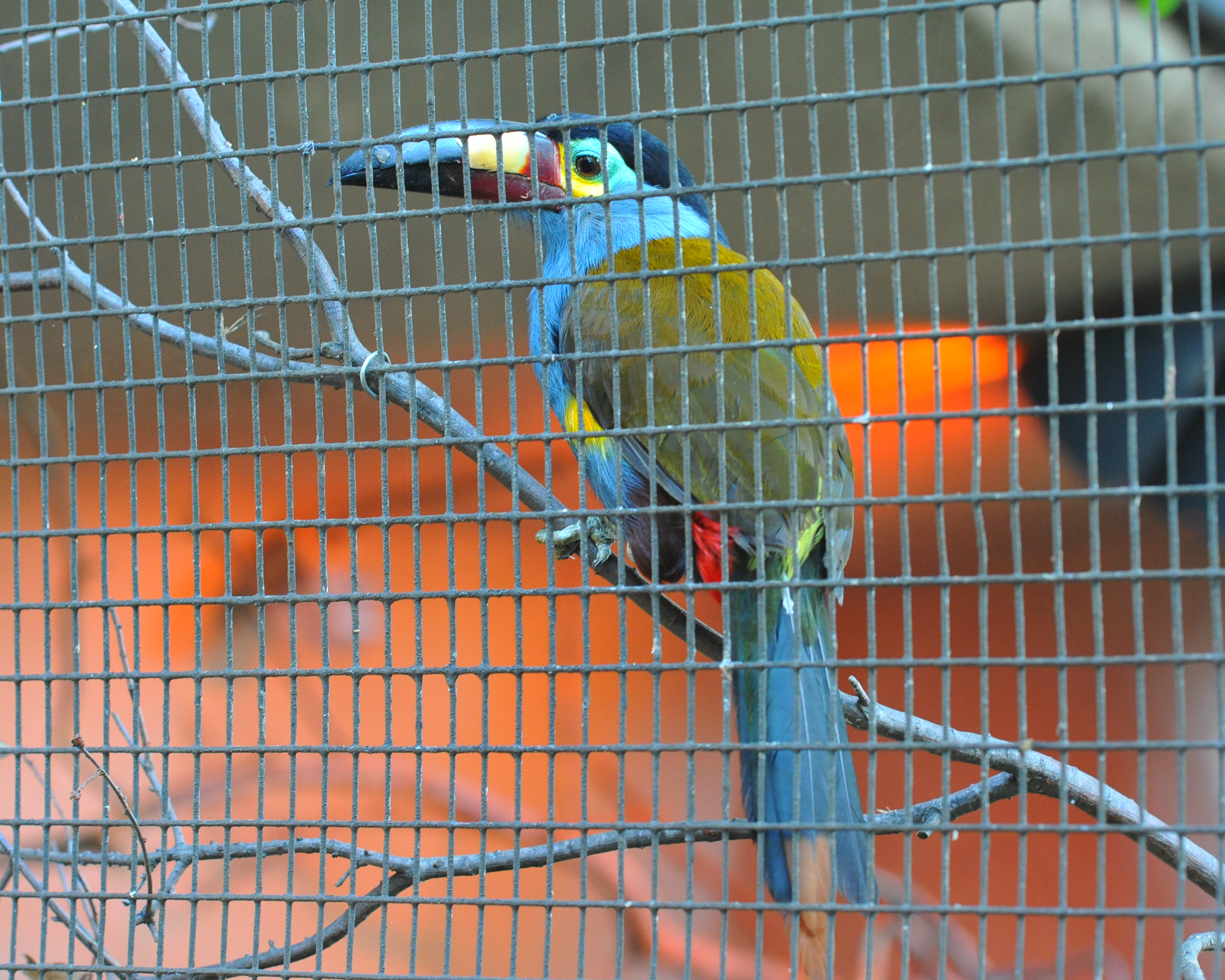